# Вейсе
Вейсе́ (рос. Вейсэ, ерз. Вейца) — селище у складі Беликоберезниківського району Мордовії, Росія. Входить до складу Шугуровського сільського поселення.

## Населення
Населення — 17 осіб (2010; 27 у 2002).
Національний склад (станом на 2002 рік):
- ерзяни — 100 %